# 电锯惊魂6
《奪魂鋸6》（英語：Saw VI）是2009年美國恐怖電影，於2009年10月23日首映。電影是奪魂鋸系列的第六部作品，為2008年上映的《奪魂鋸5》的續集，電影這次由之前系列電影的剪輯師凱文·格勞特接棒執導，劇情方面仍由前兩作的編劇搭檔馬庫斯·鄧斯坦和派屈克·麥爾頓合作編寫，而溫子仁和雷·沃納爾繼續回歸擔任執行監製。由托賓·貝爾、科斯塔斯·曼迪勒、貝西·羅素、馬克·羅斯頓、彼得·奧特布里奇和肖妮·史密斯擔任主演。
這次劇情繼續描述「拼圖殺人狂」死後的影響，以及他的繼任者馬克·霍夫曼試圖掩蓋他的犯罪蹤跡。霍夫曼於上一集成功將犯行全部嫁禍給調查他的聯邦調查局探員—彼得·史壯姆後，這次他為一個醫療保險經理設置新遊戲，而這場遊戲也會和約翰的患癌造成直接關係；電影也與當時美國政府嘗試改革醫保制度有關聯。
電影於2009年3月30日開始拍攝，2009年10月22日在澳洲和紐西蘭首映，於隔天在北美的院線上映。總票房一共獲得1.01亿，作為整部系列的最低票房，但仍然超越預算作為票房成功。電影上映後獲得多數負面評價，當中批評電影表演強差人意，但凱文·格勞特的執導獲讚。

## 劇情
兩名從事高利貸工作的男女，兩者頭上都被安置一個安裝電鑽的頭盔，被關在兩個不同的籠子裡面對面。錄像中的比利木偶講解他們必須要犧牲掉身上的肉體來逃生，任誰在一分鐘內犧牲最多即可活命。限時一分鐘內，男子艾迪割下腹部部分肉體來放入中央的肉秤上，但女子賽門娜則犧牲掉自己的左手臂來承重，最後結果導致艾迪被電鑽鑽入太陽穴裡而死。
霍夫曼目睹受困陷阱的史壯姆被兩面牆壓扁後，接到丹·埃利克森聯絡去勘驗剛剛結束的肉秤遊戲現場。埃利克森表示現場中四處留有史壯姆的指紋，但之前被對外宣告殉職的史壯姆搭檔琳賽·佩雷茲參與調查，其被埃利克森假造死亡作為證人保護。霍夫曼同意加入他們搜捕史壯姆的行動，以確保不會出現對他不利的證據。法醫亞當·赫夫納解剖艾迪的屍體後，發現兇手從屍體上割下拼圖碎片所使用的劣質刀片，不同於拼圖殺人狂使用的高級手術刀。由於同樣的刀只用於過賽斯·巴克斯特屍體上切過，埃利克森決定調用鐘擺斧遊戲中的錄像帶中的聲音進行解析，一旦確認是史壯姆就證據確鑿。
一位持續追尋拼圖殺人狂案件的記者潘蜜拉·詹金斯，對霍夫曼表示在肉廠現場中找到一件“不尋常的物品”。對此不安的霍夫曼決定提前實施新的遊戲，從吉兒·塔克手中得到約翰遺囑箱中的五個信封：每個信封都裝有將會安排進遊戲裡的對象資料。霍夫曼走後，吉兒回憶起約翰曾經帶著亞曼達來到她的診所辦公室，針對挽救屢教不改的瘾君子的又一次爭吵；約翰認為癮君子靠美沙酮緩解毒癮等同“自毀前程”，只有面對生死交關時刻才能領略到生命價值，而亞曼達則是一個成功例子。如今，吉兒照約翰的遺囑來到一家醫院，將一盤機密錄像帶隔著門送給未知收件人，過程中再次回憶起於約翰逝世前，她曾來到肉廠中最後見他一面，並從約翰手中得到一把鑰匙，其作為吉兒打開遺物箱所使用。約翰還保證一切結束後，吉兒會“受人保護”。
威廉·伊斯頓是一家知名醫保公司經理，他因為只顧利益、罔顧人命而成為考驗對象。他被霍夫曼綁架至遊戲所在的廢棄動物園，與他公司的清潔員漢克各自口戴氧氣罩、被架在萬力上，約翰本人在錄像中表明，他必須要在一小時內完成遊戲到終點，不然會被安裝在他身上的小型定時炸彈炸碎四肢。遊戲開始後，漢克因為吸煙過度而無法持久憋氣，最終被萬力夾碎肋部致死，使威廉逃出機關後跟著路線走。一路上，威廉被迫於三個遊戲場所上吊室、蒸汽房、以及中間安裝自動散彈槍的旋轉木馬中想辦法拯救他的九名員工，最後僅僅只救下三個人。威廉於過程中回憶起身為吉兒診所贊助者的他，與約翰在診所開放日時認識後拉攏成為客戶；而當約翰診斷出癌症後，雖然尋到新的外國治療法，但威廉同樣拒絕他的申保貸款，使約翰走上連環殺手之路並含恨而終。
一對母子塔拉和布瑞特·阿伯德同時也被囚禁在動物園中，他們牢籠內裝有一罐氫氟酸，旁邊開關上標明「生」與「死」。母子倆對頭的牢籠內關著潘蜜拉，其不知自己為何會被抓來。威廉解开四肢炸彈後於時限歸零前抵達終點，發現他站在兩個牢籠的正中間，但因按時完成遊戲而見到自己的妹妹潘蜜拉。錄像中的約翰揭示威廉殘忍回絕過塔拉亡夫哈羅德的心臟病保險，同樣導致哈羅德含恨而終，因此讓塔拉母子來決定威廉的生死。看在威廉痛哭哀求之下，塔拉無法做決定，但決定為父報仇的布瑞特拉下「死」開關，使威廉被一床注射器刺中，全身被注入氫氟酸、以內部腐蝕的方式慘死。
霍夫曼前去查看即將解析完成的錄像帶聲音，但他剛好得知埃利克森已經發現史壯姆留在現場的指紋是“死人”所留下。當霍夫曼發現解析結果是自己的聲音後，情急之下大開殺戒，殺死佩雷茲和埃利克森，最後通過史壯姆的斷手掌在現場留下指紋後放火毀屍滅跡。而霍夫曼回去動物園觀察室後，發現他的桌上留有一張他起初放入亞曼達私人抽屜裡的信件，其事先被潘蜜拉尋獲並轉交給吉兒。信中內容是霍夫曼表示他知道多年前其實是亞曼達指使西索·亞當斯去診所打劫，最終導致吉兒流產等等事情；霍夫曼以此威脅亞曼達必須殺死幫約翰動手術的琳恩·鄧倫，不然會將事情告訴約翰。
吉兒突然走進來用電擊擊昏霍夫曼，將約翰死前的傑作「反向型捕獸器之升級版」戴在霍夫曼的頭上，聲明約翰遺囑中的第六個信封對象就是霍夫曼自己，是為了懲罰霍夫曼近年來待人殘忍並殺人如麻。吉兒讓霍夫曼在沒有鑰匙的情況下限時一分鐘後離開，霍夫曼被迫打碎自己的左手骨掙脫繩索，靠觀察室門上窗戶鐵杆將機關卡住，於最後一秒拿刀割破嘴部才從機關中掙脫出來。早先，亞曼達死之前曾經隔著門見過當時囚禁屋內的傑夫女兒柯本特，提醒她「不要相信救你的那個人」，暗示她不能相信後來將她救出去的霍夫曼。

## 演員
| 演員                              | 角色                                         | 備註 |
| 托賓·貝爾 Tobin Bell              | 約翰·克拉瑪／拼圖殺人狂 John Kramer / Jigsaw | 腦癌末期患者，連環殺手「拼圖殺人狂」本人，專門瞄準一系列不在乎生命的人們作為潛在目標。如今他死後，遊戲事業仍然在繼續進行。     |
| 科斯塔斯·曼迪勒 Costas Mandylor   | 馬克·霍夫曼 Det. Mark Hoffman                | 資深警探，也是拼圖殺人狂的首位門徒，在約翰和亞曼達死後成為唯一接班人，為了保住身份而不惜殺人如麻。                             |
| 貝西·羅素 Betsy Russell           | 吉兒·塔克 Jill Tuck                          | 約翰的前妻，也是他最心愛的人，但和約翰已經離婚如今丈夫死後繼承他的所有遺產，也開始慢慢遵從遺產中的指令。                       |
| 馬克·羅斯頓 Mark Rolston          | 丹·埃利克森 Agent Dan Erickson               | 聯邦調查局探員，接替殺人狂案件追查，因為之前霍夫曼的有意誤導，因此追尋疑似是殺人狂幫兇的史壯姆。                               |
| 肖妮·史密斯 Shawnee Smith         | 亞曼達·楊 Amanda Young                       | 約翰的已故第二門徒，曾經與霍夫曼是做法不對盤的師兄妹關係，這次僅在回憶與歷史回放的形式出現。                                   |
| 彼得·奧特布里奇 Peter Outerbridge | 威廉·伊斯頓 William Easton                   | 醫保公司經理，做生意有他一套獨特的機率公式，有時會不顧性命攸關的客戶。作為這次遊戲主角，他是造成約翰無法根治癌症的最大責任人。 |
| 雅典娜·卡卡尼斯 Athena Karkanis   | 琳賽·佩雷茲 Agent Lindsey Perez              | 聯邦調查局女探員，史壯姆的搭檔，上次受重傷後被假造死亡，這次回歸參與緝拿行動。                                                 |
| 薩曼莎·里莫 Samantha Lemole       | 潘蜜拉·詹金斯 Pamela Jenkins                 | 一位追尋拼圖殺人狂案件的記者，威廉的妹妹，她通过挖掘拼圖殺人狂的隱私來讓她自己功名利祿。                                       |
| 肖恩娜·麥克唐納 Shauna MacDonald  | 塔拉·阿伯特 Tara Abbott                      | 一位單親媽媽，當初因威廉拒絕投保而失去患有疾病的丈夫，這次作為威廉生死的“法官”。                                               |
| 戴文·博斯蒂克 Devon Bostick       | 布瑞特·阿伯特 Brent Abbott                   | 塔拉的兒子，同樣作為威廉生死的“法官”。                                                                                         |
| 喬治·紐博恩 George Newbern        | 哈羅德·阿伯特 Harold Abbott                  | 心臟病患者，現已因病去世，曾經是威廉公司的客戶，因為威廉拒絕他的醫保貸款而含恨而終。                                           |
| 比利·奧提斯 Billy Otis            | 西索·亞當斯 Cecil Adams                      | 一位癮君子，之前因為他的打劫造成吉兒流產，是約翰成為拼圖殺人狂的最大責任人。不為人知的是，他和亞曼達曾為情侶關係。             |
| 詹姆斯·范·帕頓 James Van Patten   | 亞當·赫夫納 Dr. Adam Heffner                 | 法醫，解剖過所有拼圖殺人狂遊戲死者的屍體，當中還包括拼圖殺人狂本人。                                                           |